# Ronde van Frankrijk 2018/Veertiende etappe
De veertiende etappe van de Ronde van Frankrijk 2018 werd verreden op zaterdag 21 juli en ging van Saint-Paul-Trois-Châteaux naar Mende.

## Wedstrijdverloop
Bij de start van de etappe ontstaan er door wind een aantal waaiers, waarvan Bardet, Roglič en Landa de slachtoffers van lijken te zijn. Terwijl dit wordt hersteld, ontstaat er een grote kopgroep van 32 man. De Belgen Van Avermaet, Gilbert, Lampaert, Vermote, De Gendt, Stuyven en Degand zitten erbij, evenals de Nederlander Slagter. Deze kopgroep krijgt de ruimte van het peloton en mag gaan strijden om de etappezege.
Al vroeg nemen Gorka Izagirre, Stuyven en Slagter het initiatief op de eerste col, de Col de la Croix de Berthel. Op 35 kilometer van de streep gaat Stuyven solo en bouwt hij een voorsprong op van ongeveer twee minuten op een groep achtervolgers richting de slotklim naar Mende. Op de klim gaat De Gendt aan met Omar Fraile, even later gevolgd door Alaphilippe. Fraile komt als eerste boven en houdt stand tegen Stuyven en Alaphilippe. 
In het peloton wordt er wachten met spektakel tot de slotklim. Daar kiest Roglič de aanval. Ten gevolge daarvan komt Tom Dumoulin in de problemen, maar hij herstelt zich. Uiteindelijk probeert de Nederlander zelfs aan te vallen en alleen Froome, Quintana en Thomas kunnen hem volgen. Vervolgens gaan de Britten aanvallen en lost Quintana. Roglič houdt aan de streep acht seconden over op de top drie van het klassement, waar Landa een halve minuut verliest. Bardet en Kruijswijk verliezen slechts een seconde of vijftien en eindigen vlak achter Quintana.

## Uitslagen
| Rituitslag Saint-Paul-Trois-Châteux - Mende (188,0 km) |                    |                            |          |
| Plaats                                                 | Naam               | Ploeg                      | Tijd     |
| Winnaar                                                | Omar Fraile        | Astana Pro Team            | 4u41'57" |
| 2                                                      | Julian Alaphilippe | Quick-Step Floors          | + 6"     |
| 3                                                      | Jasper Stuyven     | Trek-Segafredo             | z.t.     |
| 4                                                      | Peter Sagan        | BORA-hansgrohe             | + 12"    |
| 5                                                      | Damiano Caruso     | BMC Racing Team            | + 17"    |
| 6                                                      | Simon Geschke      | Team Sunweb                | + 19"    |
| 7                                                      | Nicolas Edet       | Cofidis, Solutions Crédits | z.t.     |
| 8                                                      | Lilian Calmejane   | Direct Energie             | + 23"    |
| 9                                                      | Daryl Impey        | Mitchelton-Scott           | + 30"    |
| 10                                                     | Thomas De Gendt    | Lotto Soudal               | + 37"    |
|                                                        |                    |                            |          |
| 19                                                     | Tom-Jelte Slagter  | Team Dimension Data        | + 2'25"  |

| Algemeen klassement |                   |                    |           |
| Plaats              | Naam              | Ploeg              | Tijd      |
| Gele trui           | Geraint Thomas    | Team Sky           | 58u10'44" |
| 2                   | Chris Froome      | Team Sky           | + 1'39"   |
| 3                   | Tom Dumoulin      | Team Sunweb        | + 1'50"   |
| 4                   | Primož Roglič     | Team LottoNL-Jumbo | + 2'38"   |
| 5                   | Romain Bardet     | AG2R La Mondiale   | + 3'21"   |
| 6                   | Mikel Landa       | Movistar Team      | + 3'42"   |
| 7                   | Steven Kruijswijk | Team LottoNL-Jumbo | + 3'57"   |
| 8                   | Nairo Quintana    | Movistar Team      | + 4'23"   |
| 9                   | Jakob Fuglsang    | Astana Pro Team    | + 6'14"   |
| 10                  | Daniel Martin     | UAE Team Emirates  | + 6'54"   |
|                     |                   |                    |           |
| 21                  | Greg Van Avermaet | BMC Racing Team    | + 29'02"  |

## Nevenklassementen
| Puntenklassement |                    |                   |        |
| Plaats           | Naam               | Ploeg             | Punten |
| Groene trui      | Peter Sagan        | BORA-hansgrohe    | 437    |
| 2                | Alexander Kristoff | UAE Team Emirates | 170    |
| 3                | Arnaud Démare      | Groupama-FDJ      | 133    |

| Bergklassement |                    |                     |        |
| Plaats         | Naam               | Ploeg               | Punten |
| Bolletjestrui  | Julian Alaphilippe | Quick-Step Floors   | 90     |
| 2              | Warren Barguil     | Fortuneo-Samsic     | 70     |
| 3              | Serge Pauwels      | Team Dimension Data | 63     |

| Jongerenklassement |                  |                     |           |
| Plaats             | Naam             | Ploeg               | Tijd      |
| Witte trui         | Pierre Latour    | AG2R La Mondiale    | 58u28'12" |
| 2                  | Guillaume Martin | Wanty-Groupe Gobert | + 2'27"   |
| 3                  | Egan Bernal      | Team Sky            | + 6'16"   |

| Ploegenklassement |                    |            |
| Plaats            | Ploeg              | Tijd       |
|                   | Movistar Team      | 175u13'05" |
| 2                 | Bahrain-Merida     | + 10'16"   |
| 3                 | Team Sky           | + 19'40"   |
| 4                 | Team LottoNL-Jumbo | + 29'18"   |
| 5                 | Astana Pro Team    | + 50'54"   |

## Opgaves
- Patrick Bevin (BMC Racing Team): gaf op vanwege darmklachten

1e etappe ·
2e etappe ·
3e etappe ·
4e etappe ·
5e etappe ·
6e etappe ·
7e etappe ·
8e etappe ·
9e etappe ·
10e etappe ·
11e etappe ·
12e etappe ·
13e etappe ·
14e etappe ·
15e etappe ·
16e etappe ·
17e etappe ·
18e etappe ·
19e etappe ·
20e etappe ·
21e etappe
Startlijst · Eindstanden · Afbeeldingen